# Yauri
Yauri es una ciudad peruana capital del distrito homónimo y de la provincia de Espinar en el departamento del Cuzco.
Se encuentra a 3929 m s. n. m. y tenía una población estimada de 29 772 hab. para el año 2015.

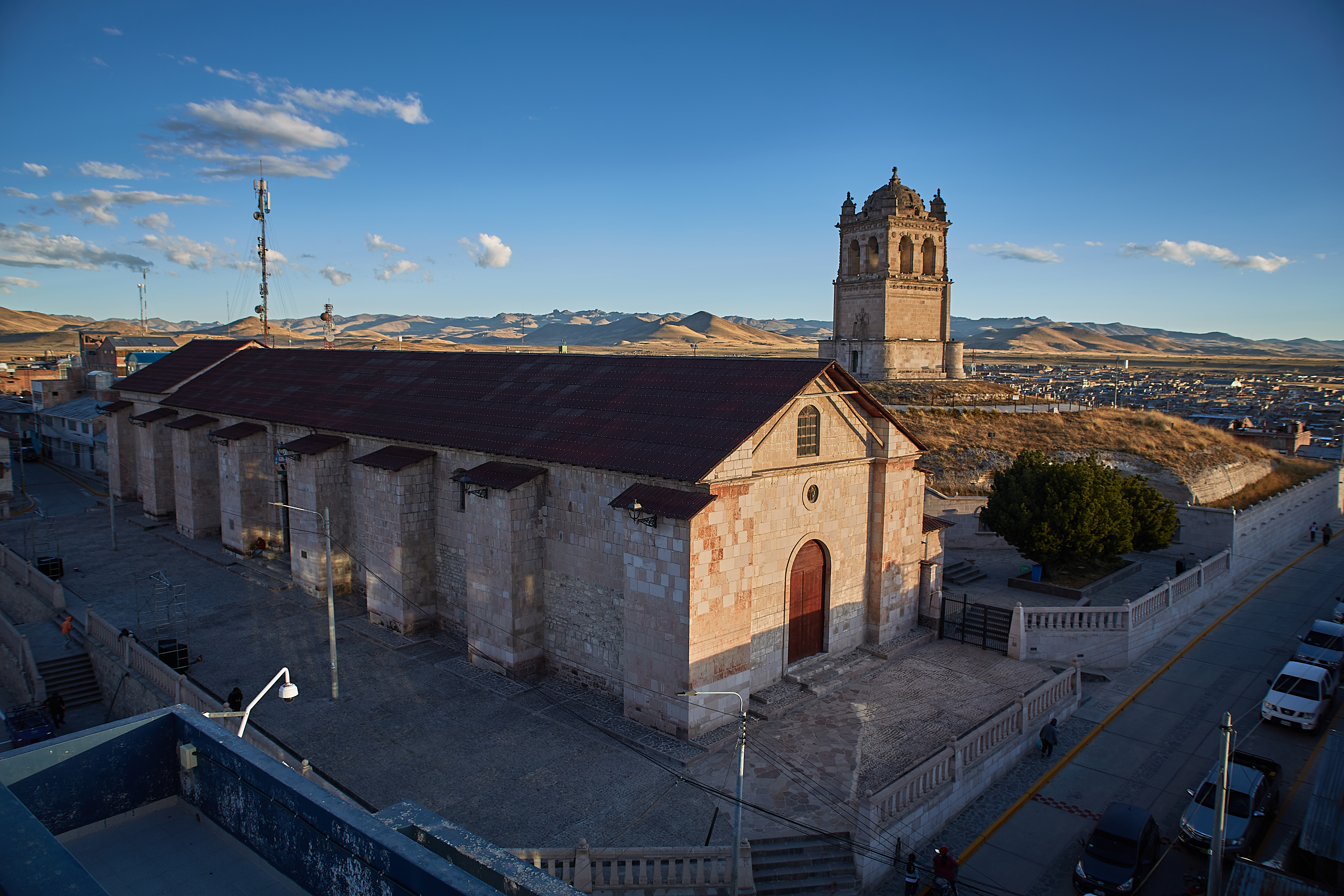
Iglesia de Santa Ana.

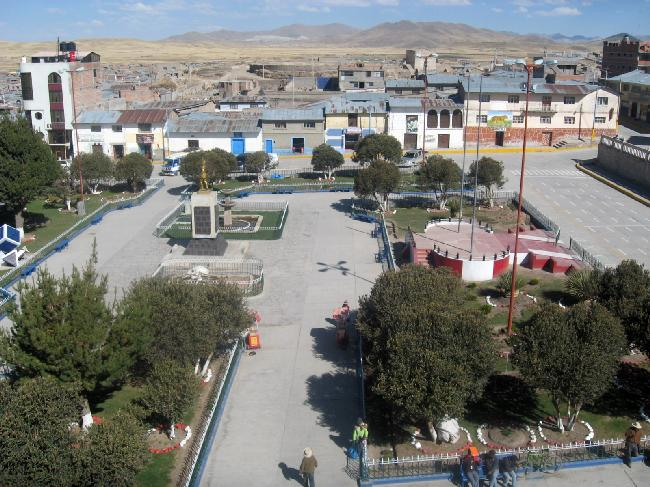
La plaza Mayor de Yauri

## Geografía
Ubicada en una zona frígida, las temperaturas medias oscilan entre 8.6 °C. y 7.2 °C con nevadas que pueden ocurrir en cualquier época del año.
| Parámetros climáticos promedio de Yauri | Parámetros climáticos promedio de Yauri | Parámetros climáticos promedio de Yauri | Parámetros climáticos promedio de Yauri | Parámetros climáticos promedio de Yauri | Parámetros climáticos promedio de Yauri | Parámetros climáticos promedio de Yauri | Parámetros climáticos promedio de Yauri | Parámetros climáticos promedio de Yauri | Parámetros climáticos promedio de Yauri | Parámetros climáticos promedio de Yauri | Parámetros climáticos promedio de Yauri | Parámetros climáticos promedio de Yauri | Parámetros climáticos promedio de Yauri |
| Mes                                     | Ene.                                    | Feb.                                    | Mar.                                    | Abr.                                    | May.                                    | Jun.                                    | Jul.                                    | Ago.                                    | Sep.                                    | Oct.                                    | Nov.                                    | Dic.                                    | Anual                                   |
| --------------------------------------- | --------------------------------------- | --------------------------------------- | --------------------------------------- | --------------------------------------- | --------------------------------------- | --------------------------------------- | --------------------------------------- | --------------------------------------- | --------------------------------------- | --------------------------------------- | --------------------------------------- | --------------------------------------- | --------------------------------------- |
| Temp. máx. abs. (°C)                    | 19                                      | 18                                      | 18                                      | 19                                      | 19                                      | 18                                      | 17                                      | 18                                      | 19                                      | 21                                      | 22                                      | 20                                      | 20                                      |
| Temp. máx. media (°C)                   | 16.7                                    | 16.5                                    | 16.1                                    | 16.6                                    | 16.7                                    | 16.1                                    | 15.7                                    | 16.8                                    | 17.4                                    | 18.8                                    | 18.6                                    | 17.2                                    | 16.9                                    |
| Temp. media (°C)                        | 9.3                                     | 9.5                                     | 9                                       | 8.1                                     | 6.3                                     | 3.55                                    | 3.35                                    | 4.6                                     | 7.1                                     | 8.3                                     | 8.6                                     | 9.4                                     | 7.3                                     |
| Temp. mín. media (°C)                   | 1.9                                     | 2.5                                     | 2                                       | -0.4                                    | -4                                      | -9                                      | -9                                      | -7.6                                    | -3.1                                    | -2.2                                    | -1.3                                    | 1.6                                     | -2.4                                    |
| Temp. mín. abs. (°C)                    | -4                                      | -3                                      | -9                                      | -15                                     | -19                                     | -23                                     | -24                                     | -24                                     | -25                                     | -15                                     | -7                                      | -4                                      | -25                                     |
| Precipitación total (mm)                | 180                                     | 168                                     | 147                                     | 56                                      | 15                                      | 3                                       | 4                                       | 9                                       | 27                                      | 43                                      | 72                                      | 126                                     | 850                                     |
| Fuente: SENAMHI                         |                                         |                                         |                                         |                                         |                                         |                                         |                                         |                                         |                                         |                                         |                                         |                                         |                                         |

## Atractivos turísticos

### Grupo Arqueológico de Taqrachullo
El Grupo Arqueológico de Taqrachullo también llamado "María Fortaleza", se encuentra ubicado a 3 km de la localidad de Taqrachullo y a 45 km de Yauri. En la época pre inca, fue un centro poblado con edificaciones circulares chullpas. Incluye una construcción de tipo incaico y planta rectagular. 
Debido a su estratégica ubicación, probablemente tendría una función administrativa.
El 27 de abril de 2010, el Instituto Nacional de Cultura, lo declaró patrimonio cultural de la nación, según Resolución Directoral N.º 954-INC.

## Autoridades

### Municipales
- 2011-2014
  - Alcalde: Oscar Avelino Mollohuanca Cruz, del Movimiento Tierra y Libertad (TyL).
  - Regidores: Silvia Luna Huamani (TyL), Víctor Quispe Valeriano (TyL), Rolando Condori Condori (TyL), David Álvarez Chuchullo (TyL), Norma Arenas Portugal (TyL), Porfirio Taipe Pauccara (TyL), Bernardo Condori Ccama (Inka Pachakuteq), Juan Lázaro Marca Huamancha (Inka Pachakuteq), Florentino Panfil Cahuana Serrano (Gran Alianza Nacionalista).

## Festividades
- Enero: Feria de Reyes.
- Febrero/marzo: Carnavales.
- Junio: Kanamarka